# Campeonato Europeu de Hóquei em Patins Masculino de 1987
O Campeonato Europeu de 1987 foi a 38.ª edição do Campeonato Europeu de Hóquei em Patins.

## Participantes
| País               | Participação | Melhor Resultado                                                                                    |
| Espanha            | 26.ª         | Campeão (1951, 1954, 1955, 1957, 1969, 1979, 1981, 1983 e 1985)                                     |
| Itália             | 36.ª         | Campeão (1953)                                                                                      |
| Portugal           | 33.ª         | Campeão (1947, 1948, 1949, 1950, 1952, 1956, 1959, 1961, 1963, 1965, 1967, 1971, 1973, 1975 e 1977) |
| Holanda            | 24.ª         | 3.º Lugar (1963, 1967, 1969 e 1981)                                                                 |
| Alemanha Ocidental | 34.ª         | 2.º Lugar (1932 e 1934)                                                                             |
| Bélgica            | 35.ª         | 2.º Lugar (1947)                                                                                    |
| Inglaterra         | 38.ª         | Campeão (1926, 1927, 1928, 1929, 1930, 1931, 1932, 1934, 1936, 1937, 1938 e 1939)                   |
| França             | 37.ª         | 2.º Lugar (1926, 1927, 1928, 1930 e 1931)                                                           |
| Suíça              | 38.ª         | 2.º Lugar (1937)                                                                                    |
| ------------------ | ------------ | --------------------------------------------------------------------------------------------------- |

## Resultados
|                    | Portugal | Espanha | Itália | Alemanha | Países Baixos | Suíça | Inglaterra | Bélgica | França |
| ------------------ | -------- | ------- | ------ | -------- | ------------- | ----- | ---------- | ------- | ------ |
| Portugal           |          | 2-1     | 4-2    | 4-2      | 11-3          | 5-2   | 14-2       | 12-1    | 9-2    |
| Espanha            |          |         | 4-1    | 4-3      | 11-0          | 11-1  | 11-0       | 16-1    | 14-1   |
| Itália             |          |         |        | 6-4      | 16-2          | 4-1   | 10-0       | 11-2    | 13-0   |
| Alemanha Ocidental |          |         |        |          | 4-2           | 2-1   | 5-2        | 4-0     | 8-2    |
| Holanda            |          |         |        |          |               | 4-6   | 3-0        | 6-3     | 7-3    |
| Suíça              |          |         |        |          |               |       | 1-4        | 6-0     | 3-3    |
| Inglaterra         |          |         |        |          |               |       |            | 3-3     | 1-1    |
| Bélgica            |          |         |        |          |               |       |            |         | 4-1    |
| França             |          |         |        |          |               |       |            |         |        |

## Classificação final
| Lugar | Seleção            | J | V | E | D | P  | GM | GS | Dif. |
| ----- | ------------------ | - | - | - | - | -- | -- | -- | ---- |
|       | Portugal           | 8 | 8 | 0 | 0 | 16 | 61 | 15 | +46  |
|       | Espanha            | 8 | 7 | 0 | 1 | 14 | 72 | 9  | +63  |
|       | Itália             | 8 | 6 | 0 | 2 | 12 | 63 | 17 | +46  |
| 4     | Alemanha Ocidental | 8 | 5 | 0 | 3 | 10 | 32 | 21 | +11  |
| 5     | Holanda            | 8 | 3 | 0 | 5 | 6  | 27 | 54 | -27  |
| 6     | Suíça              | 8 | 2 | 1 | 5 | 5  | 21 | 33 | -12  |
| 7     | Inglaterra         | 8 | 1 | 2 | 5 | 4  | 12 | 48 | -36  |
| 8     | Bélgica            | 8 | 1 | 1 | 6 | 3  | 14 | 59 | -45  |
| 9     | França             | 8 | 0 | 2 | 6 | 2  | 13 | 59 | -46  |

| Campeões Europeus 1987 |
| ---------------------- |
| Portugal               |
| PORTUGAL 16.º Título   |